# Pseudocordulia circularis
Pseudocordulia circularis är en trollsländeart som beskrevs av Tillyard 1909. Pseudocordulia circularis ingår i släktet Pseudocordulia och familjen skimmertrollsländor. Inga underarter finns listade i Catalogue of Life.